# Pieter Eijssen
Pieter ("Pierre") Eijssen (Schimmert, 15 februari 1906 – Den Haag, 30 juni 1988) was een Nederlands jurist. Hij was onder meer vicepresident van de Hoge Raad der Nederlanden.

## Levensloop

### Jeugd en opleiding
Pieter Eijssen werd geboren in het Zuid-Limburgse Schimmert als zoon van Pieter Hubert Eijssen (1853-1946), burgemeester van Schimmert, en Maria Hubertina Ida Elisabeth Alofs (1865-1945).
In 1922 ging hij in militaire dienst, zodat hij reeds op 16-jarige leeftijd geoefend soldaat met bepakking was. In 1923 werd hij bevorderd tot korporaal, in 1925 tot sergeant titulair, en in 1926 tot sergeant. 
In 1924 voltooide hij zijn gymnasiumopleiding aan het Stedelijk Lyceum te Maastricht. Hierna studeerde hij aan de Katholieke Universiteit Nijmegen. Daar behaalde hij op 30 mei 1930 het doctoraalexamen Nederlands recht (cum laude), met als keuzevakken canoniek recht vergeleken met Nederlands burgerlijk recht, en internationaal privaatrecht. In datzelfde jaar was hij bevoegd tot het bijwonen van cursussen en conferenties aan de Academie Internationaal Privaatrecht (IPR) te 's-Gravenhage.  

### Periode Nederlands-Indië
Sinds 1930 was Eijssen werkzaam bij de afdeling wetgeving en de afdeling rechtswezen van het Departement van Justitie te Batavia (thans Jakarta)) in Nederlands-Indië, laatstelijk als hoofdambtenaar. In 1931 legde hij aan de Rechtshogeschool van Batavia het doctoraal examen privaatrechtelijke richting met goed gevolg af, met als vakken staatsrecht, Indonesische talen, volkenkunde, intergentiel recht en adatrecht.
In de periode 1930-1946 vervulde Eijssen talrijke functies in Nederlands-Indië. Hij was onder meer waarnemend redacteur bij het Departement van Justitie, secretaris van de commissie tot staatsrechtelijke hervormingen (vanaf 1940), secretaris van de Raad van Departementshoofden bij het Departement van Economische Zaken en bij de Generale Staf van het Departement van Oorlog (1936-1940), secretaris van de (particuliere) Hypotheek Vereniging voor hypotheekmaatschappijen, secretaris van het Volksraadstemkantoor, vice-voorzitter van de Indische Katholieke Partij en lid van de Verzekeringskamer (1946). Verder betuigde de regering hem in 1936 van haar bijzondere tevredenheid over de loffelijke vervulling van zijn taak als secretaris van de Commissie van Voorbereiding van de Suikerregelingen, terwijl hij in 1941 eervol werd ontheven van het secretariaat van de Commissie tot Bestudering van Staatsrechtelijke Hervormingen. 
In 1941 verleende gouverneur-generaal Tjarda van Starkenborgh Stachouwer hem wegens ziekte verlof, dat hij doorbracht in Australië en Nieuw-Zeeland. Van 1943 tot 1946, ruim drie jaar, zat hij in een burgerinterneringskamp op Java. In 1946 kreeg hij opdracht zich zo spoedig mogelijk per vliegtuig naar Nederland te begeven voor de uitvoering van een opdracht. Zijn Nederlandsch-Indisch paspoort nr. 001 was door hemzelf ontworpen. Eijssen beoefende in Indonesië berg-, zeil en riviersport. Hij bezocht in deze periode onder andere Hongkong, Kanton, Macao, Sydney en Melbourne.

### Periode Departement van Justitie
Per 8 februari 1947 werd Eijssen benoemd tot Raadadviseur niet bij een afdeling werkzaam bij het Departement van Justitie in vaste dienst en aansluitend per 1 januari 1948 tot Raadadviseur in algemene dienst bij dat Departement. Op 16 mei 1955 werd hij loco-secretaris-generaal met tekeningsbevoegdheid bij het Ministerie van Justitie. Door zijn werk was hij onder meer nauw betrokken bij het ontwerpen van het Nieuw Burgerlijk Wetboek, als rechterhand van prof. mr. E.M. Meijers.
Op 6 juni 1951 trad hij in het huwelijk met Catharina Hendrika Maria ("Toos") Lamboo (1913-1998). Uit dit huwelijk werden twee zonen geboren: Pieter Marie Eijssen (1952) en Lodewijk Marie Eijssen (1953).

### Periode Hoge Raad der Nederlanden
In 1960 werd Eijssen benoemd tot advocaat-generaal bij de Hoge Raad der Nederlanden. In 1961 werd hij benoemd tot raadsheer in de strafkamer van de Hoge Raad der Nederlanden. In 1973 werd hij benoemd tot vicepresident van de Hoge Raad der Nederlanden (in 1974 als zodanig geïnstalleerd), alwaar hij optrad als president van de belastingkamer. In 1976 werd hem eervol ontslag verleend.

Nevenfuncties
Mr Eijssen nam in de jaren 1948 tot 1960 deel aan vele conferenties. Van 1953 tot 1976 was hij lid en sinds 1961 vice-president van de Staatscommissie voor het Internationaal Privaatrecht. Daarnaast was hij van 1961 tot 1971 lid en van 1970 tot 1973 voorzitter van de Adviescommissie voor Vreemdelingenzaken. Voorts was hij van 1951 tot 1975 lid en van 1969 tot 1972 voorzitter van de Benelux-Studiecommissie tot eenmaking van het recht. Tevens was hij onder meer van 1974 tot 1976 plaatsvervangend rechter en sinds september 1975 rechter in het Benelux-Gerechtshof.

## Onderscheidingen
- Commandeur in de Kroonorde van België (1948)
- Commandeur in de Orde van de Eikenkroon van Luxemburg (1949)
- Ridder in de Orde van de Nederlandse Leeuw (1950)
- Commandeur in de Orde van Sint-Gregorius de Grote van de Heilige Stoel (1965)
- Grootofficier in de Kroonorde van België (1972)
- Commandeur in de Orde van Oranje-Nassau (1976)